# هاینز هرمان تیله
هاینز هرمان تیله (انگلیسی: Heinz Hermann Thiele؛ زادهٔ ۲ آوریل ۱۹۴۱ – درگذشتهٔ ٢٣ فوریهٔ ٢٠٢١) کارآفرین و سرمایه‌دار اهل آلمان بود که سال‌ها به‌عنوان رئیس هیئت مدیره شرکت فوسلو فعالیت می‌کرد.
تیله در ۲۳ فوریه ۲۰۲۱ در مونیخ و در سن ۷۹ سالگی به دلیل کهولت سن درگذشت.